# Aphonopelma anax
Aphonopelma anax là một loài nhện trong họ Theraphosidae.
Loài này thuộc chi Aphonopelma. Aphonopelma anax được Ralph Vary Chamberlin miêu tả năm 1940.

## Hình ảnh

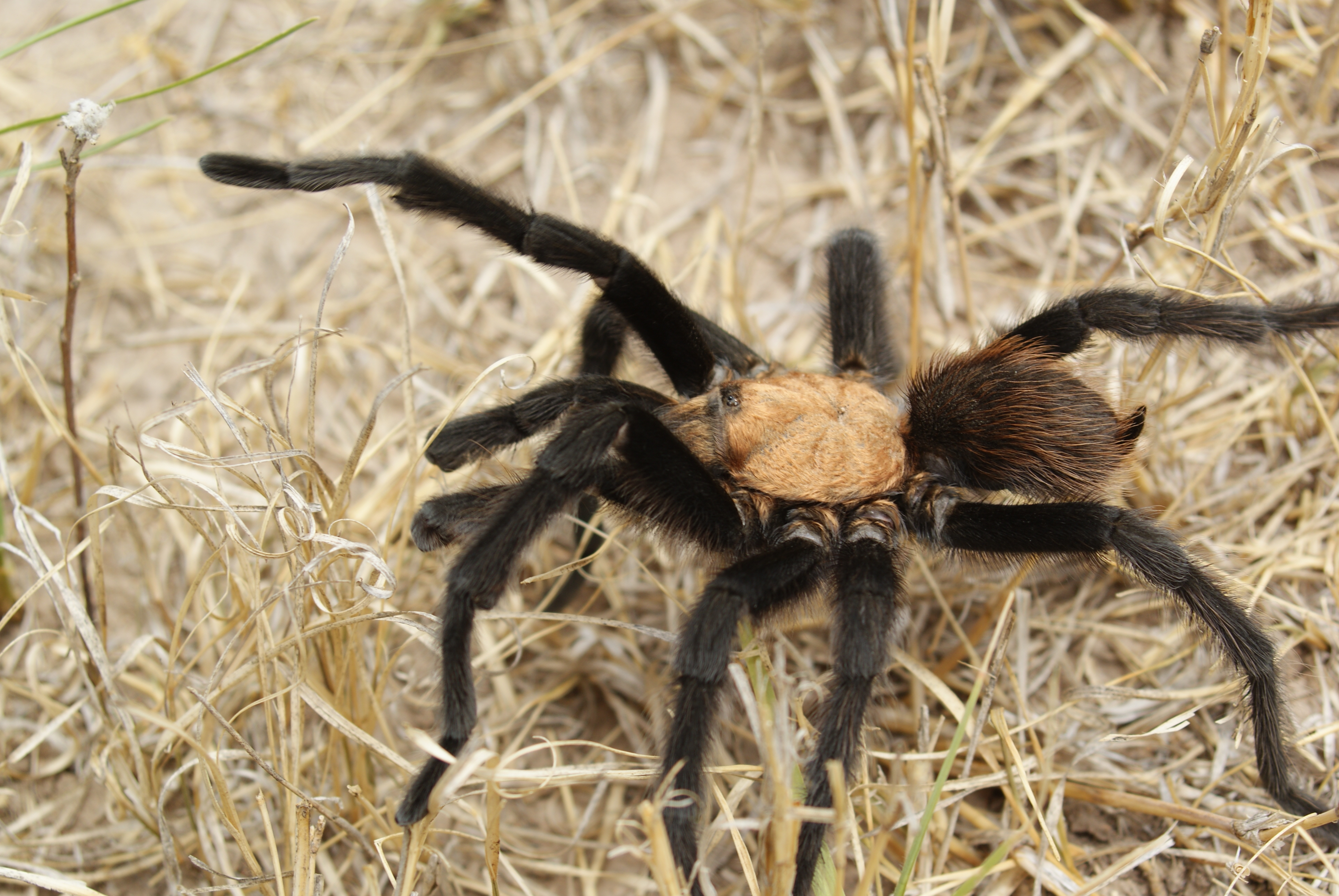